# チェ・ウンミ
チェ・ウンミ（朝鮮語: 崔銀美／최은미、1978年 - ）は、韓国の女性小説家。

## 経歴
1978年、江原道麟蹄郡生まれ。東国大学校史学科を卒業した後、2004年から2007年までは曹渓宗の仏学研究所に勤めた。
2008年『現代文学』の新人推薦に短編小説「泣いて行く」が当選し、作家としてデビュー。いま最も注目される作家の一人である。
小説集に『あまりに美しい夢』『目連正伝』、中編小説に『昨日は春』、長編小説には『第九の波』がある。2014、2015、2017年と続けて若い作家賞を受賞。
『第九の波』は、緻密な描写力と卓越した洞察力が評され、2018年に大山文学賞を受賞した。どの作品にも著者の仏教的な世界観が垣間見られる。

## 邦訳作品
- 『第九の波』橋本智保訳、書肆侃侃房、韓国女性文学シリーズ、2020年9月